# Döhler (Unternehmen)

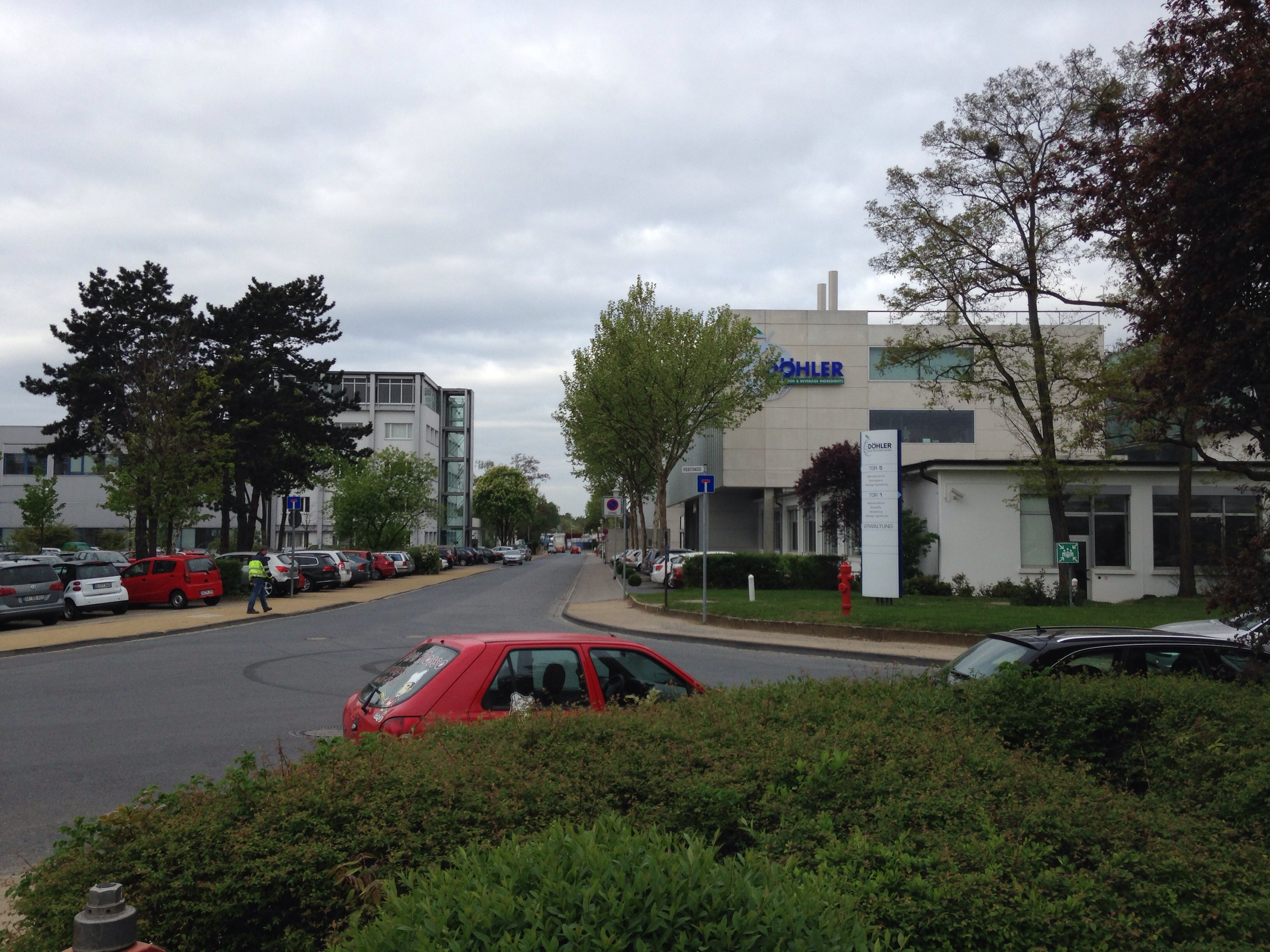
Döhler GmbH

Döhler ist ein weltweit führender Hersteller von Lebensmittelzusatzstoffen. In Europa ist Döhler Marktführer bei Essenzen für Getränke. Es werden Aromen und Emulsionen, natürliche Farben, Grundstoffe, Fruchtzubereitungen, alkoholhaltige und alkoholfreie Getränkebasen, Milch-Basen, Malz- und Getreidebasen, Süßungssysteme sowie Frucht- und Gemüsesäfte, Pürees und Konzentrate hergestellt.

## Unternehmensgeschichte
Gründungsjahre und erste unternehmerische Erfolge
Eine Gewürzmühle, die 1838 durch Lorenz Döhler in Erfurt gegründet wurde, ist das Stammhaus der Döhler Gruppe. Im Jahre 1892 übernahm Wilhelm Gemmer das Unternehmen. Bis heute befindet sich die Unternehmensgruppe im Familienbesitz. Im Jahre 1924 übernahm Leo Gemmer die Geschäftsführung und führte das Unternehmen in eine Expansionsphase. Er gründete zwei Produktionswerke, in denen neue Markenartikel hergestellt werden, wie zum Beispiel „Döhler-Pudding“, „Backfein“ und „Backstolz“.
Umsiedlung, Innovation und Expansion
Durch die Verwaltung der damaligen Ostzone 1948 enteignet, siedelte die Familie Gemmer nach Westen über. Mit dem Angebot von Grundstoffen und Aromen für die Erfrischungsgetränkeindustrie erweiterte das Unternehmen 1952 sein Produktportfolio. Darmstadt wurde 1957 neuer Betriebssitz und es folgte eine lange Phase von Innovation und Expansion, bei der deutsche Mitbewerber wie Olymparom Essenzen oder Wallerstein übernommen wurden.
Internationalisierung
Mit dem Erwerb der Citrusco N. V., einem belgischen Unternehmen, erfolgte 1982 der erste Schritt der Döhler Gruppe zu einer Expansion über die deutschen Grenzen hinaus. 1986 erfolgte der Einstieg in den Markt der stückigen Fruchtzubereitung für die Milch- und Eiskremindustrie. Nach der Öffnung der Märkte für westliche Unternehmen gründete die Unternehmensgruppe 1990 Tochtergesellschaften in Indien, Russland, Polen und der Tschechischen Republik.
1995 wurde die Euro-Citrus in Oosterhout (Niederlande) und 2001 die Dinter GmbH in Neuenkirchen erworben. Dazwischen erfolgten die Gründungen weiterer Standorte in VR China (1996), Brasilien (1997) und Dubai (2000). In den letzten Jahren folgten weitere Kooperationen und Akquisitionen, wie zum Beispiel die Partnerschaft mit ALKO International in den Niederlanden (2005) oder Innoval Döhler in Mexiko (2006). In China, Brasilien und Russland wurden zudem weitere Produktionsstätten errichtet (2006–2008).
Im Jahr 2007 erfolgte die Akquisition der Fruchtsaft-Sparte von Jahncke mit Werken in Polen und der Ukraine. Zudem wurde eine Beteiligung an Bonjuice erworben, einem modernen Produktions- und Dienstleistungsunternehmen für die Getränke- und Lebensmittelindustrie. In Kooperation mit Ruland Engineering & Consulting GmbH bietet die Döhler-Gruppe nun auch die Planung und den Bau von Ausmischanlagen und Sirupräumen an.
Döhler heute
Am Standort Darmstadt wurden mit dem neuen Kunden- und Kommunikationszentrum (2004) und dem neuen Aromen-Werk (2011) weitere Erweiterungen vollzogen. Döhler verfügt nun über 50 Produktionsstandorte, 24 Applikationszentren und mehr als 75 Vertriebsbüros und ist in über 160 Ländern aktiv. Weltweit arbeiten mehr als 9.500 Mitarbeiter für Döhler.

## Produktionsstandorte (Auswahl)
- Darmstadt (Deutschland)
- Dahlenburg (Deutschland)
- Denizli (Türkei)
- Dubai (Vereinigte Arabische Emirate)
- Eisleben (Deutschland)
- Istanbul (Türkei)
- İzmir (Türkei)
- Kiew (Ukraine)
- Kozietuły Nowe, Mogielnica (Polen)
- Limeira (Brasilien)
- Mexiko-Stadt (Mexiko)
- Moskau (Russland)
- Neuenkirchen (Deutschland)
- Neuss (Deutschland)
- Oosterhout (Niederlande)
- Prosser (USA)
- Pune (Indien)
- Rizhao (Volksrepublik China)
- Roggel (Niederlande)
- Shanghai (China)
- Skala-Podilska (Ukraine)

## Produkte
Aromen, Farben und Health Ingredients
- Aromen
- Emulsionen
- Aromen-Extrakte
- Farb-Emulsionen
- Farb-Extrakte und -konzentrate

Ingredients & Ingredient Systems
- Fruchtzubereitungen
- Milch- und Soja-Basen
- Tee- und Kaffee-Basen
- Malz- und Getreide-Basen
- Alkoholfreie, fermentierte Basen
- Alkoholhaltige Basen
- Süßungen und Säuerungsmittel

Fruits & Vegetables
- Konzentrate
- Pürees
- Püree-Konzentrate
- Spezialkonzentrate
- Getreidekonzentrate (Hafer)
- Gefriergetrocknete Früchte

Koordinaten: 49° 52′ N, 8° 38′ O